# GCB Bioenergy
GCB Bioenergy (voluit Global Change Biology Bioenergy) is een internationaal, aan collegiale toetsing onderworpen wetenschappelijk tijdschrift over bio-energie: energieproductie uit planten, algen en afval. Het wordt uitgegeven door Wiley-Blackwell en verschijnt tweemaandelijks. Het eerste nummer verscheen in 2009.